# Glycosia bakeri
Glycosia bakeri är en skalbaggsart som beskrevs av Moser 1921. Glycosia bakeri ingår i släktet Glycosia och familjen Cetoniidae. Inga underarter finns listade i Catalogue of Life.